# Grafton (Massachusetts)
Grafton – miasto w Stanach Zjednoczonych, w stanie Massachusetts, w hrabstwie Worcester.